# Dusona pulmentariae
Dusona pulmentariae är en stekelart som beskrevs av Hinz 1963. Dusona pulmentariae ingår i släktet Dusona och familjen brokparasitsteklar. Inga underarter finns listade i Catalogue of Life.